# Martha Williams
Martha E. Williams (21 de setembre de 1934 - 5 de juliol de 2007) va ser una documentalista nord-americana, pionera en el desenvolupament de bases de dades en línia.

## Biografia
Martha Williams va néixer a Chicago (EE.UU.). Encara que va estudiar química i es va doctorar en filosofia per la Universitat de Chicago, aviat es va inclinar pel camp de la Informació i Documentació Científica. Va ser professora de Ciències de la Informació a la Universitat d'Illinois en Urbana-Champaign, on va treballar en el desenvolupament de les bases de dades en línia.
Williams va fundar el directori Computer-Readable Databases (CRD) que va ser comprat el 1987 per l'editorial especialitzada en directoris Gale, i que el 1991 va comprar a Carlos Quadra el Directory of Online Databases (DOD), formant el colós Gale Directory of Databases (GDD) en el qual Williams elaboraria un valuós informe on mostraria una visió general sobre el món de les bases de dades, recolzat en un complet estudi estadístic. Va analitzar les bases de dades segons la seva distribució geogràfica i situació del productor, és a dir, si eren institucions governamentals, empreses, centres de documentació, etc. els qui les elaboraven i actualitzaven. Va descriure com aquestes bases estaven dissenyades aquestes basesː de quants camps es componien, com representaven la seva informació a partir dels temes, descriptores, autors intel·lectuals. També va analitzar els seus mètodes d'accés i distribució. El seu mostreig estadístic va constar d'un arc temporal que va anar des de 1975 a 1999, amb una població d'11.681 bases de dades en funcionament i 1.831 bases de dades que van deixar d'existir.
A més, també va fundar la revista electrònica Online Review i l'entitat Information Market Indicators. Durant molts anys, va ser editora de la revista científica Annual Review of Information Science and Technology.
El 1984 va rebre el Premi ASIST al Mèrit Acadèmic al costat de Joseph Becker, guardó lliurat per l'merican Society for Information Science and Technology. de la que seria anomenada presidenta el 1988.
Va morir el 2007 a la seva casa de Port Washington, a l'estat de Wisconsin.